# Абрамян, Левон Абрамович
Левон Абрамович Абрамян (арм. Լևոն Աբրահամյան ; 11 мая 1910, Ташкент, Туркестан, Российская империя — 26 июля 1988, Ленинакан, Армянская ССР) — советский армянский театральный деятель, актёр театра и кино, режиссёр, драматург. Народный артист Армянской ССР (1978).

## Биография
Дебютировал на театральной сцене в 1932 году в Ташкенте. С 1937 по 1957 год работал главным режиссёром.
С 1946 по 1953 год — главный режиссёр Армянского драматического театра в Кировобаде.
С 1953 по 1988 год — актёр Ленинаканского государственного театра им. Асканаза Мравяна (ныне Гюмрийский драматический театр им. Вардана Аджемяна).

## Избранные театральные роли
- Сейран («Намус» Ширванзаде)
- Пэпо («Пэпо» Сундукяна)
- Карл Моор	(«Разбойники» Шиллера
- Яго («Отелло» Шекспира и др.

Снимался в кино. Сыграл роль Агаварда, отца Арама в фильме «Чужие игры» (1986) режиссёра Н. Оганесяна). 
Автор ряда пьес, которые ставились на сценах закавказских театров.